# Сінний (Темрюцький район)
Сєнной (рос. Сенной) — селище в Темрюцькому районі Краснодарського краю. Розташоване на березі Таманської затоки. Є центром сільської ради.

## Історія
Село утворене козаками Канівського куреня 5 липня 1794 року як поштова станція «урочище Сінна балка»

## Виноробство
В селі знаходиться одне з найбільших виноробних підприємств району «Фанагорія». 2015 року біля будівлі агрофірми «Фанагорія» встановлено гранітне погруддя Леоніда Малтабара, який зробив великий внесок в розвиток агрофірми. Скульптор Микола Бартусенков.

## Галерея

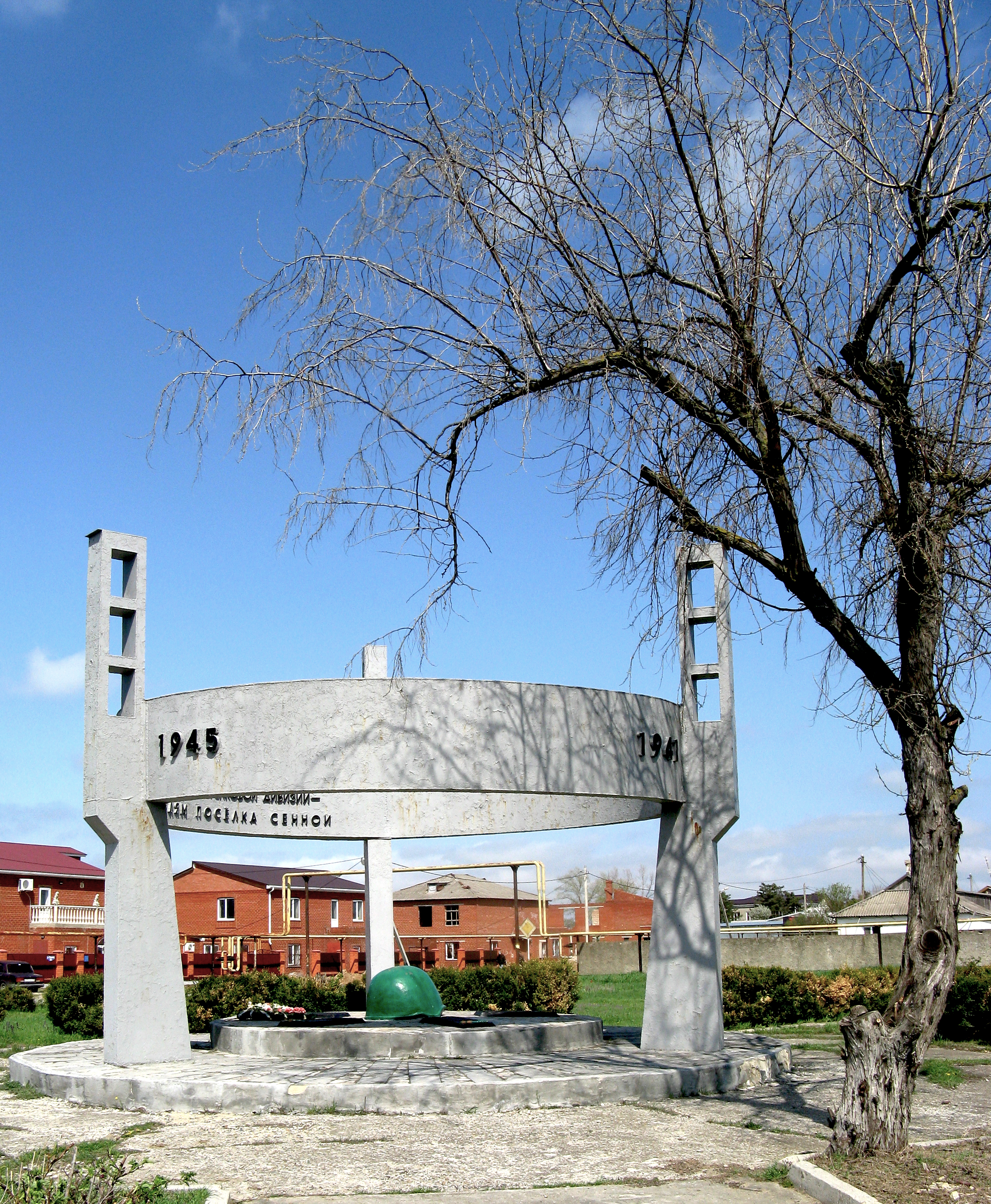
Пам'ятник учасникам війни
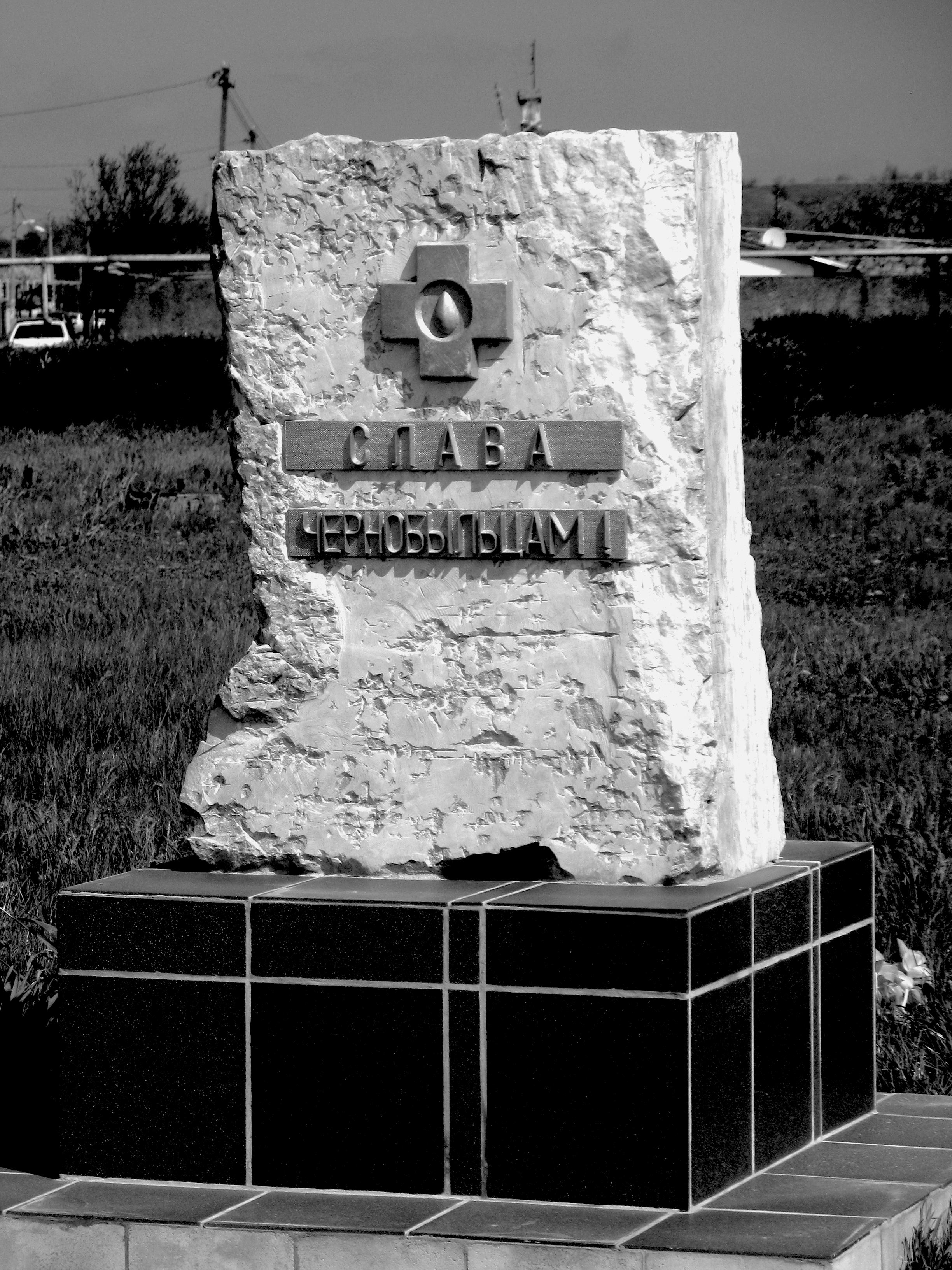
Пам'ятник Жертвам Чорнобиля